# 248-й отдельный сапёрный батальон
248-й отдельный сапёрный батальон  — воинская часть в вооружённых силах СССР во время Великой Отечественной войны.

## История
Сформирован в Харьковском военном округе в 1936 году вместе с управлением 25-го стрелкового корпуса
В составе действующей армии с 2 июля 1941 по 20 мая 1942 года.
На 22 июня 1941 года находился в районе Золотоноши в составе корпуса, в июле 1941 начал переброску под Витебск, успел ли он туда прийти к началу сражений — неизвестно.
25-й стрелковый корпус в конце августа 1941 года был расформирован, а на базе управления корпуса создано управление 52-й армии, куда вошёл батальон и которая в сентябре 1941 года заняла позиции по Волхову почти от Новгорода до Киришей. В конце сентября 1941 года управление 52-й армии было использовано для формирования 4-й армии и батальон попал туда. Осуществлял инженерное обеспечение войск армии в Тихвинских оборонительной и наступательной операциях, так 28 октября 1941 года участвовал в боях в районе Пчёвжи. В 1942 году действовал в районе Киришей.
20 мая 1942 года переформирован в 248-й отдельный моторизованный инженерный батальон.

## Подчинение
| Подчинение по месяцам | Подчинение по месяцам                                      | Подчинение по месяцам | Подчинение по месяцам  | Подчинение по месяцам |
| Дата                  | Фронт (округ)                                              | Армия                 | Корпус (группа)        | Примечания            |
| --------------------- | ---------------------------------------------------------- | --------------------- | ---------------------- | --------------------- |
| 22 июня 1941 года     | Резерв Ставки ГК                                           | 19-я армия            | 25-й стрелковый корпус | -                     |
| 1 июля 1941 года      | Резерв Ставки ГК                                           | 19-я армия            | 25-й стрелковый корпус | -                     |
| 10 июля 1941 года     | Западный фронт                                             | 19-я армия            | 25-й стрелковый корпус | -                     |
| 1 августа 1941 года   | Западный фронт                                             | 19-я армия            | 25-й стрелковый корпус | -                     |
| 1 сентября 1941 года  | -                                                          | 52-я отдельная армия  | -                      | -                     |
| 1 октября 1941 года   | -                                                          | 4-я отдельная армия   | -                      | -                     |
| 1 ноября 1941 года    | -                                                          | 4-я отдельная армия   | -                      | -                     |
| 1 декабря 1941 года   | -                                                          | 4-я отдельная армия   | -                      | -                     |
| 1 января 1942 года    | Волховский фронт                                           | 4-я армия             | -                      | —                     |
| 1 февраля 1942 года   | Волховский фронт                                           | 4-я армия             | -                      | —                     |
| 1 марта 1942 года     | Волховский фронт                                           | 4-я армия             | -                      | —                     |
| 1 апреля 1942 года    | Волховский фронт                                           | 4-я армия             | -                      | —                     |
| 1 мая 1942 года       | Ленинградский фронт (Группа войск Волховского направления) | 4-я армия             | -                      | -                     |

## Другие инженерно-сапёрные воинские части с тем же номером
- 248-й отдельный моторизованный инженерный батальон 17-й сапёрной бригады
- 248-й отдельный моторизованный инженерный батальон 15-й инженерно-минной бригады
- 248-й отдельный инженерно-минный батальон
- 248-й отдельный инженерно-сапёрный батальон